# مات لاتانزي
ماثيو فينسينت لاتانزي (بالإنجليزية: Matthew Vincent Lattanzi)‏ (من موليد 1 فبراير 1959 في بورتلاند، أوريغون، الولايات المتحدة) هو ممثل وراقص أمريكي سابق. معروف شيوعًا أنه الزوج الأول للمغنية والممثلة أوليفيا نيوتن جون.

## روابط خارجية
- مات لاتانزي على موقع IMDb (الإنجليزية)
- مات لاتانزي على موقع روتن توميتوز (الإنجليزية)
- مات لاتانزي على موقع ألو سيني (الفرنسية)
- مات لاتانزي على موقع أول موفي (الإنجليزية)
- مات لاتانزي على موقع قاعدة بيانات الأفلام السويدية (السويدية)
- مات لاتانزي على موقع قاعدة بيانات الفيلم (الإنجليزية)
- مات لاتانزي على موقع كينوبويسك (الروسية)